# Несвіж
Не́свіж (біл. Нясві́ж) — місто в Мінській області Білорусі. Населення становить 14,3 тис. осіб (2004).
Архітектурні пам'ятки міста — відомий Несвізький замок, внесений у Всесвітню спадщину ЮНЕСКО, парафіяльний костел, ратуша XVI ст., ряд інших споруд.

## Історія

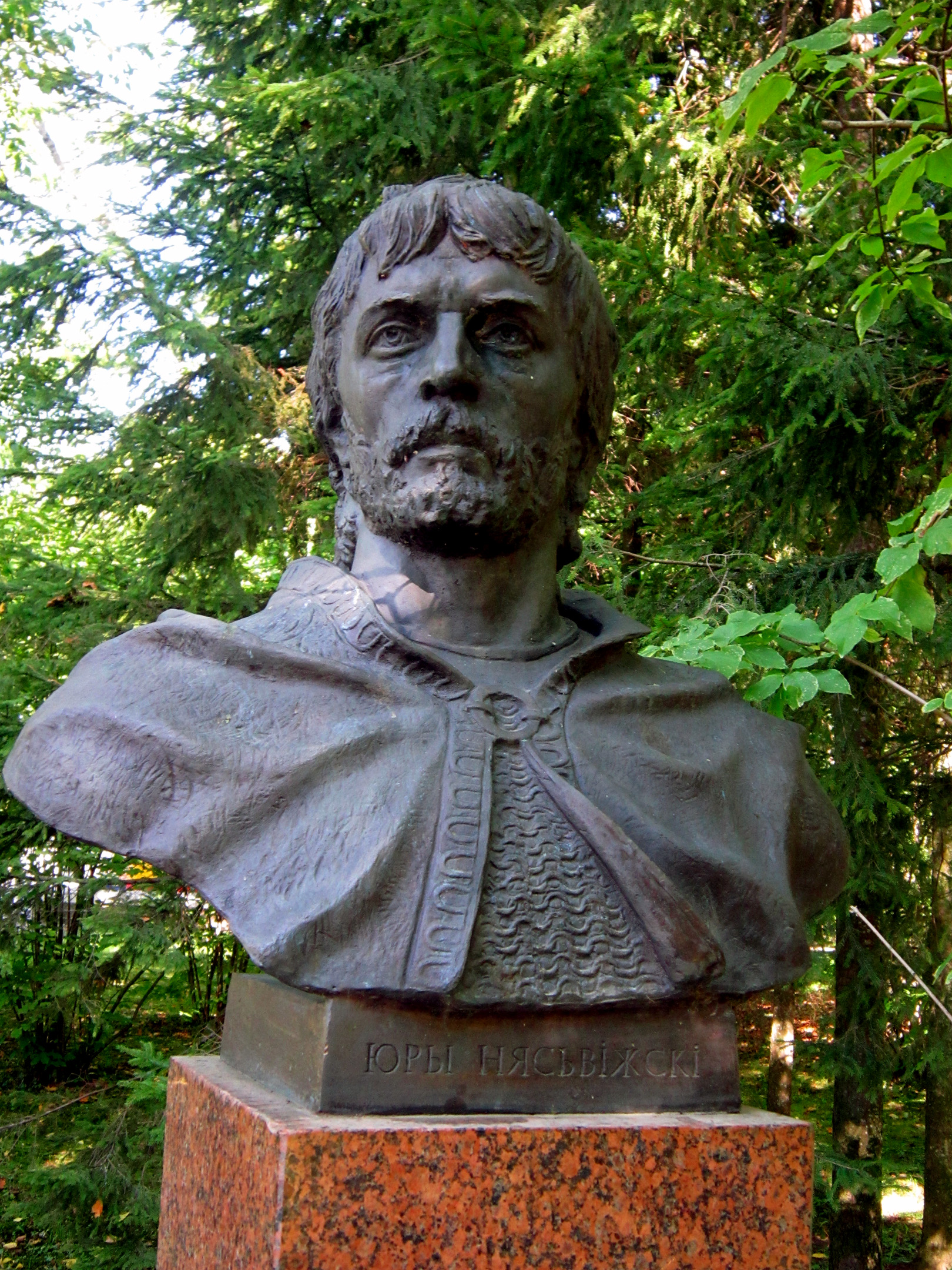
Пам'ятник князю Юрію Ярополковичу Несвізькому

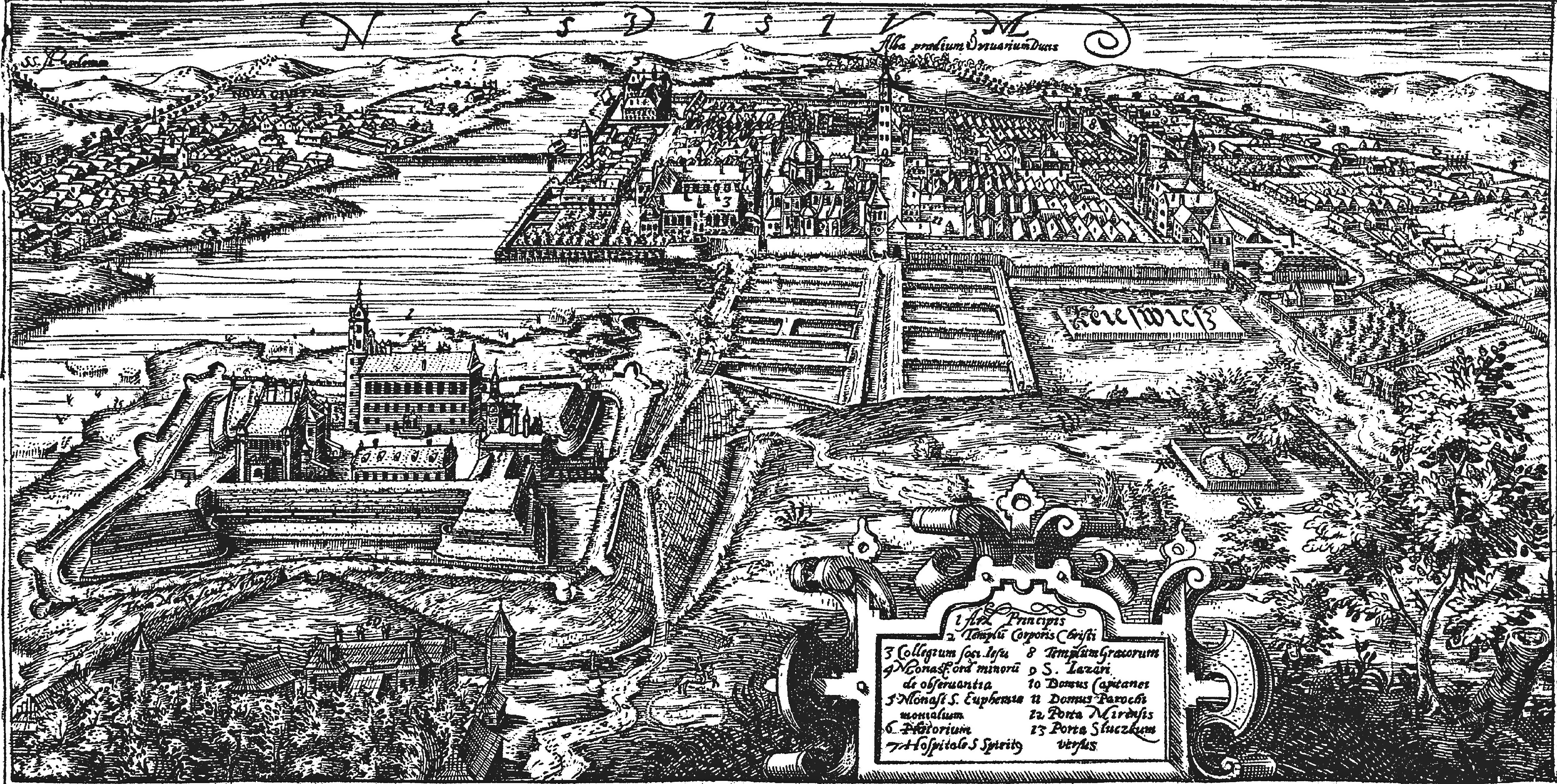
Несвізький замок і місто на гравюрі XVII ст.

- Невеличке місто Несвіж згадано в літописах XIII століття. Зокрема, князем Несвіжа був Юрій Ярополкович[3].
- Володарем міста у 1492 року був магнат Петро (Петрашко[4]) Кишка.
- Монтигердович Петро «Білий» отримав Несвіж від великого князя Литви[5]
- 1513 року (або 1516/1517 року[4])з його внучкою Анною бере шлюб троцький каштелян Іван Микола Радзивілл, місто перейшло до нього з приданим (віно) нареченої.

Син Анни та Івана Радзивіллів  Микола Христофор Радзивілл «Чорний» 1547 року став князем Священної Римської імперії, обрав Несвіж своєю резиденцією.

### Право майорату
Аби не подрібнювати володіння, Радзивілл Микола Христофор (Чорний) вводить право майорату — передачу майна лише старшому сину. Інші мали стати лицарями — вояками магната чи короля, або стати ченцями. Право майорату дало змогу утримати замок в родині Радзивіллів до 1939 року.

### Побудова кам'яного замку
Заміну дерев'яних фортечних споруд на кам'яні здійснює син Миколи Христофора «Чорного» — Микола Христофор за прізвиськом Сирітка (багато подорожував, був в Італії, Римі, на Близькому Сході). В місті за Миколи Христофора Радзивілла «Сирітки» відкрили шпиталь, школу, зафундували декілька виробництв. 1562 р. відкрили друкарню, завдяки якій в країні з'явились перші книги білоруською. Наново перебудовується місто — стає невеличким, європейського зразка.
1583 р. завершено будівництво нового замку; для побудови кам'яного замку Микола Христофор Радзивілл «Сирітка» залучив архітекторів з Італії.

### Твердиня католицизму

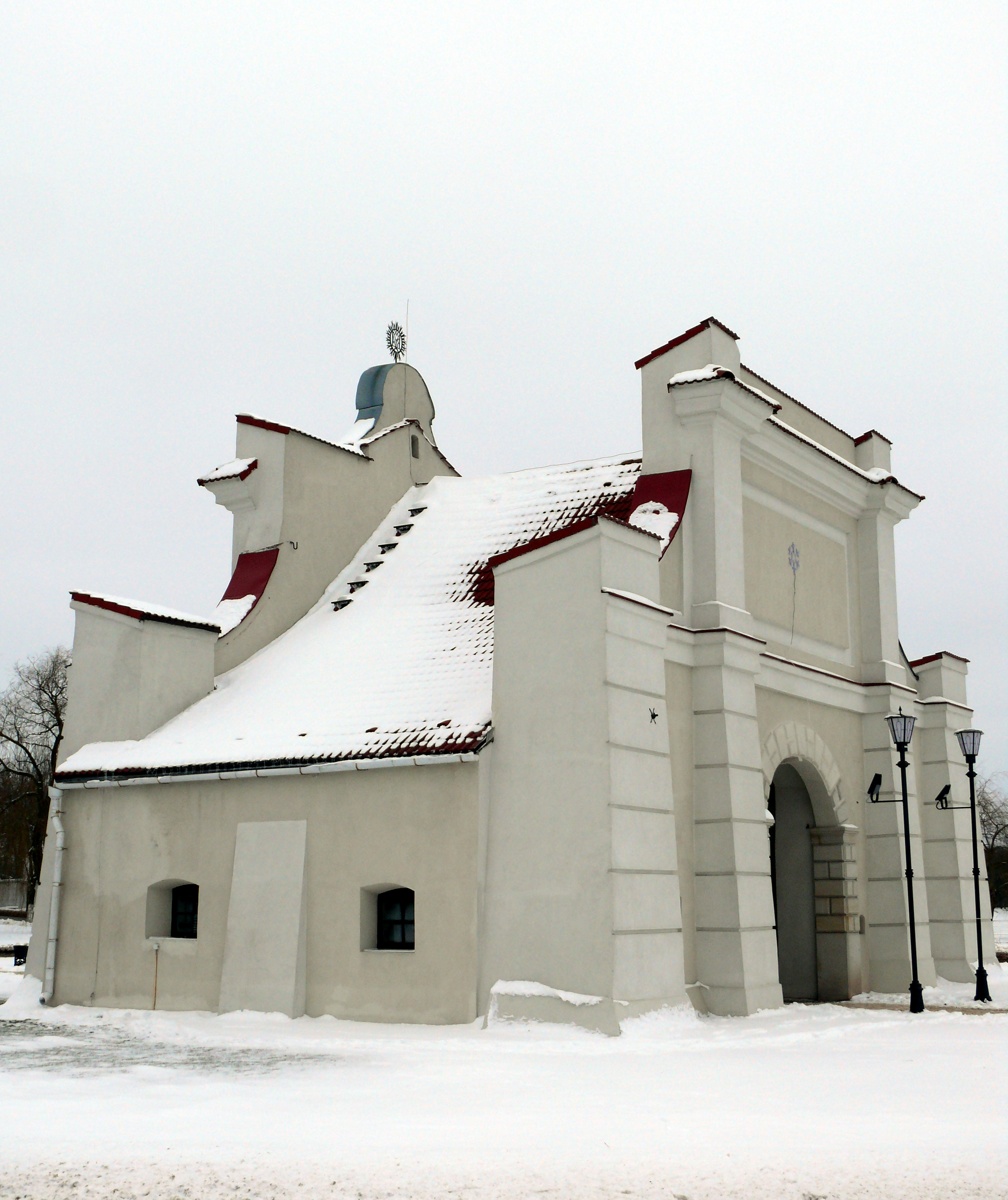
Слуцька брама

Фортифікаційну вартість замку підвищували чотири оборонні католицькі монастирі-кляштори (бенедиктинський, домініканський, єзуїтів, бернардинів). На замову католика Миколи Радзивілла «Сирітки» в місті 1593 р. побудовано перший на землях Білорусі і всієї Речі Посполитої костел в стилі римського бароко — фарний — шедевр архітектури Білорусі, Європи. Фрески Фарного костелу Несвіжа доби бароко належать до найкращих зразків на теренах Білорусі. За припущеннями істориків, автор фресок — Юзеф Хеске, що використав композиційні знахідки Петера Пауля Рубенса.
- фарний костел Божого тіла[7] побудований 1593 р. за проєктом італійського архітектора Джованні Марії Бернардоні. Взірцем був храм єзуїтів у Римі — Іль Джезу (архітектори Віньола, Джакомо делла Порта).

Перші костели у стилі римського бароко на західних землях України з'явились пізніше:
- святих Петра і Павла катедральний костел 1606—1610 років (Луцьк, архітектор Джакомо Бріано)
- костел Матері Божої Громничої при монастирі босих кармеліток 1642—1644 років (Львів, за зразком римської церкви Св. Сусани, архітектор Джованні Баттиста Джизлені)
- Колеґіальний костел містечка Олика 1635—1640 років (нині Волинська область, архітектори Бенедетто Моллі, Я. Маліверна; поряд виникла друга резиденція родини Радзивіллів — замок (Олика)).

### Несвізький замок у 18-му сторіччі

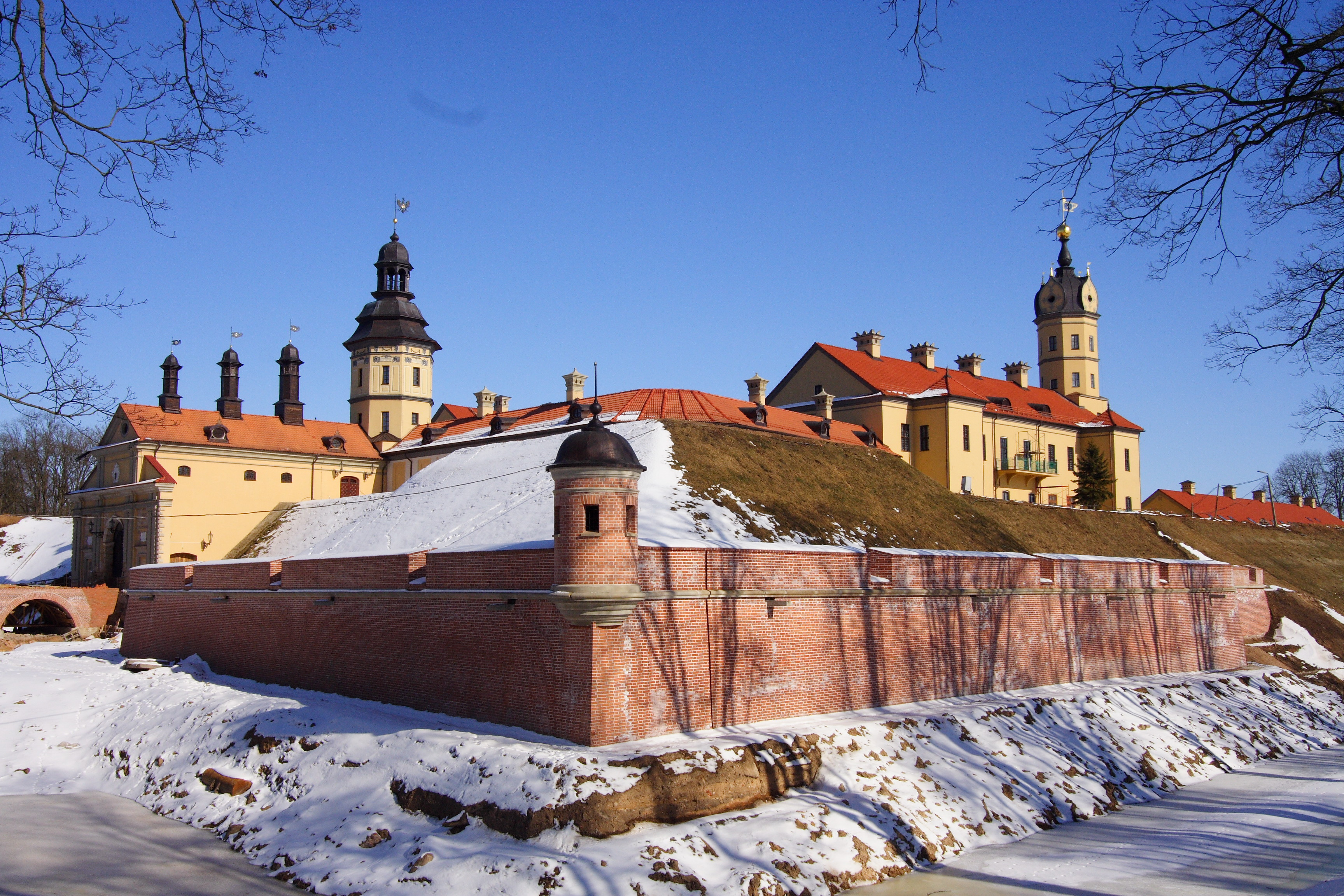
Несвізький замок

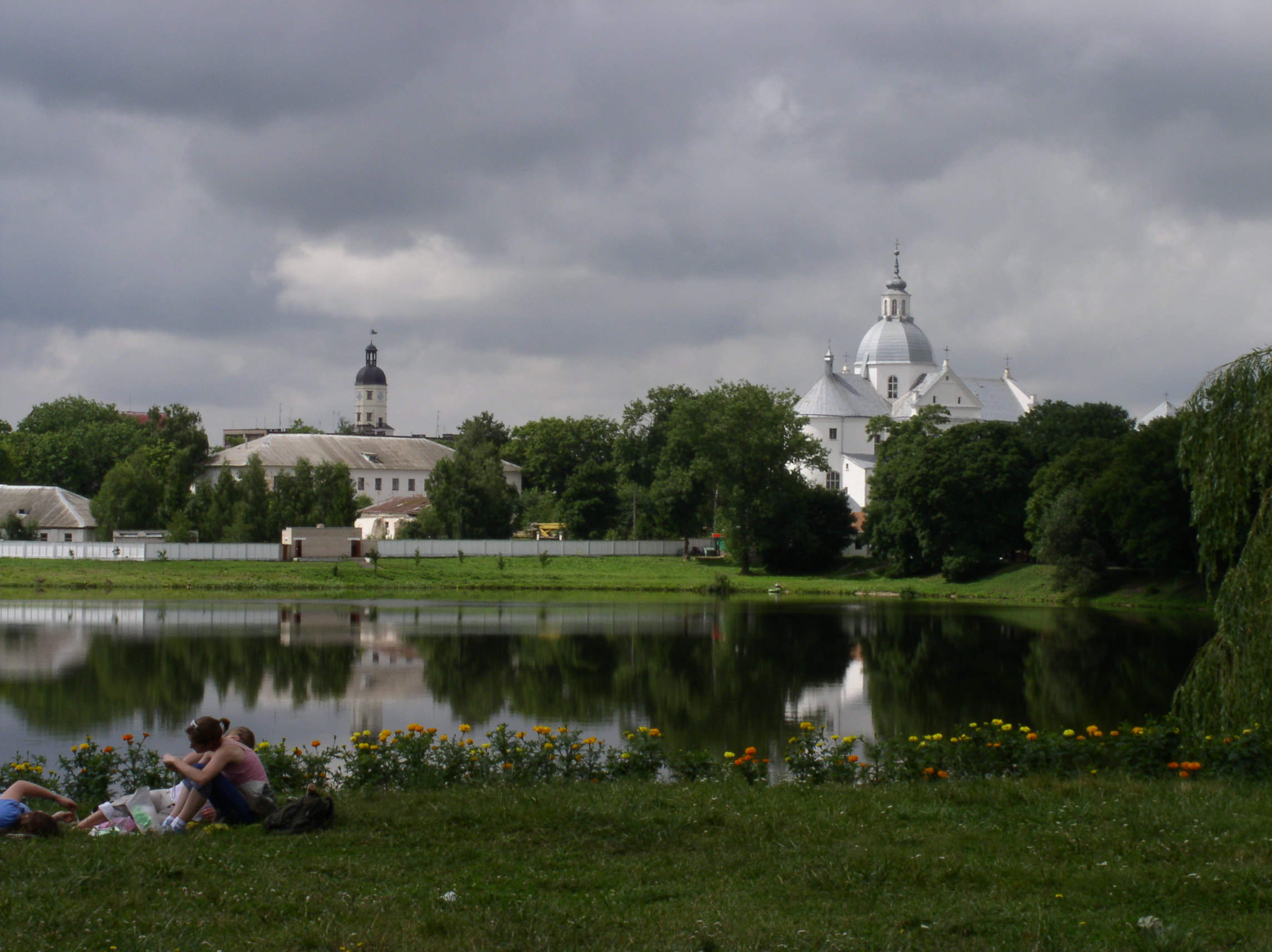
Вигляд на місто

- Замок пошкоджено 1706 року вояками-шведами в ході Північної війни. Реконструкцією у 1720-ті, у 1740 р. побудована палацова каплиця.
- Замок втрачає оборонні функції, стає розкішною маґнатською резиденцією — палацом, у якому були:
- бібліотека палацу Радзивілів мала близько 20.000 примірників книг, документів
- архів — документи від XVI до XVIII ст., (листи королів Франції і Польщі, Російської імперії, Швеції, акти, рукописи, газети, адже Несвіж у 18 столітті мав власну газету)
- картинна ґалерея (пінакотека) — до 1.000 полотен (портрети, батальні сцени тощо).
- стародавні меблі, карети, предмети декоративно-ужиткового мистецтва Франції, Німеччини, Італії, Польщі.

Замок був місцем свят, королівських полювань, прийому авантюристів; гостювали англійка Єлизавета Кінґстон (Чудлей), таємнича княжна Тараканова. Тодішній власник замку Стефан Зданович Радзивілл — політичний авантюрист.
- 1792 року під час війни з польськими конфедератами замок захопили вояки Російської імперії. Після другого розділу Польщі у 1793 р. місто і замок підпали під руку Російської імперії.

Відомий письменник ХІХ сторіччя Сирокомля писав (українською): 
| А скарби тут були незчислені. Без перебільшень можна казати, що більша частина Литви, така ж — України, Русь (тобто Галичина) і майже все Полісся несли сюди податки за свій хліб, за свої ліси, за риб, що в воді, за птах і бджіл, що в повітрі, і, може, й за саме повітря. Праця тисяч селян, що обміняли на гроші, наповнювала скарбниці Несвізького замку коштовностями, комори — винами і наїдками, а світ — здивуванням… |

### 19 століття
1812 року власник замку Домінік Єронім Радзивілл з політичних міркувань підтримав Наполеона Бонапарта. А коли воєнні авантюри Наполеона закінчилися поразкою, покинув замок.
Замок наново став володінням родини Радзивілл лише у 1860-х рр.Замок ремонтують і відбудовують. Дружина володаря була ініціатором закладення нових парків — Замкового, Старого, Англійського і Японського садів. Їх залишки є й зараз.

### 20 сторіччя

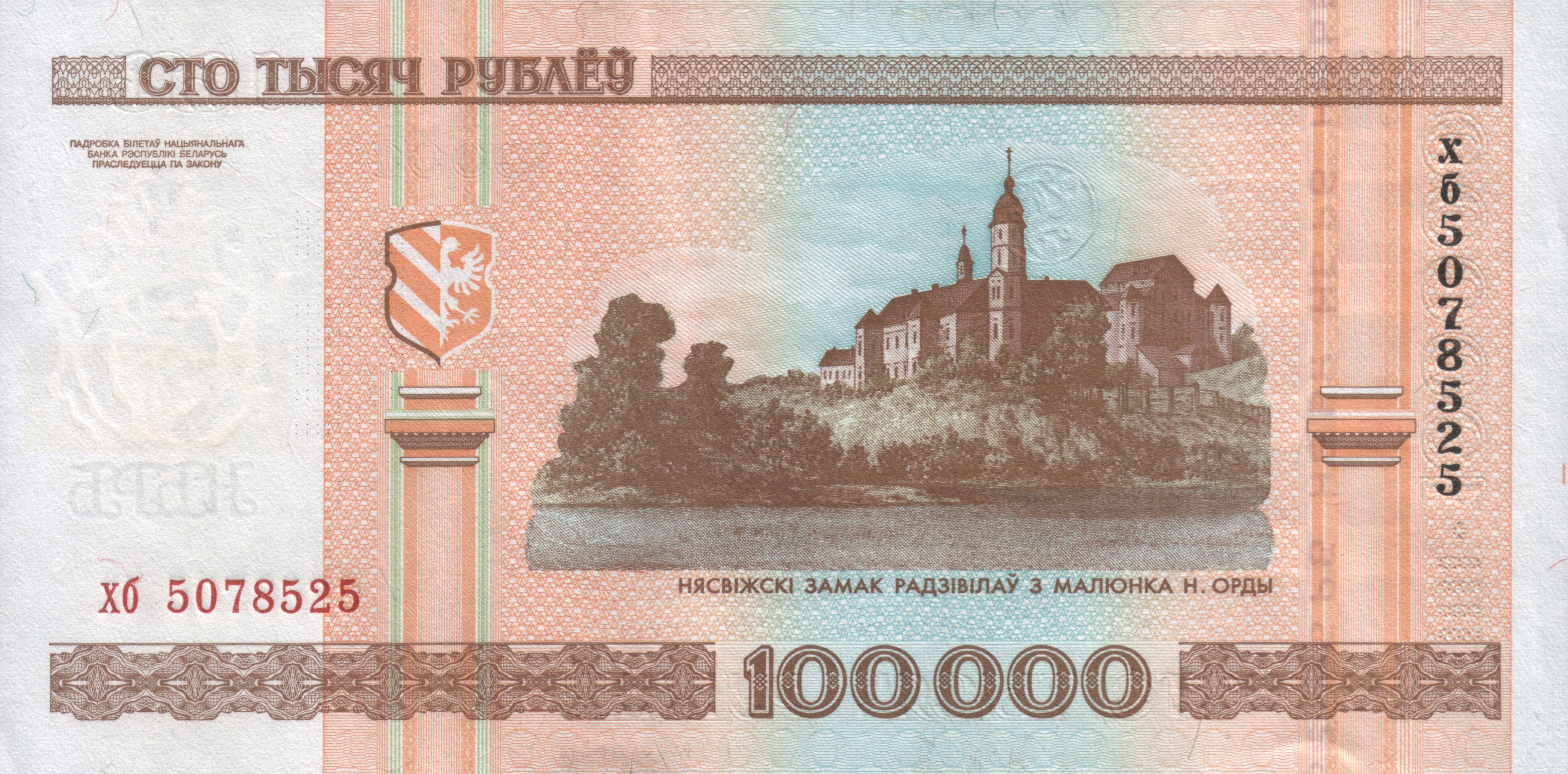
Несвізький замок на білоруській купюрі

З 1921 року Несвіж в складі Польщі, що відновила свою державність.  1941—1944 років німецько-фашистська окупація. Ремонт за часів СРСР і санаторій КДБ, пожежа 2002 року. Початок ремонтів, реставрації.
За планами реставраторів в замку відновлять:
- каплицю
- театральну залу
- фасади на XVIII століття.

2005 року Несвізький замок оголошено Всесвітнім надбанням ЮНЕСКО. Нацбанк Білорусі випустив монету, присвячену замкові.

## Відомі люди

### Народилися
- Михайло Вітушко — лідер білоруського Руху Опору.
- Янушкевич Адольф Михайлович — поет, етнограф, революціонер.

### Поховані
- Михайло[8] Рейтан (†1706) — дід Тадеуша Рейтана, скарбник мозирський; був похований в бернардинців у Несвіжі[9]